# مدرسه چتهه
مدرسه چتهه (به انگلیسی: Madrassa Chattha) یک روستا در پاکستان است که در پنجاب واقع شده‌است.